# 西善橋駅
西善橋駅（せいぜんきょうえき）は、中華人民共和国江蘇省南京市雨花台区に位置する南京地下鉄7号線の駅である。将来的にはS2号線も当駅に乗り入れてくる予定。

## 駅名
事業着手当初は南京地下鉄集団は「西善橋駅」の仮称を用いており、2019年11月28日に「西善橋駅」を駅名として第一次公示され、2020年1月18日に第一次公示のより駅名が「西善橋駅」に決定したことが発表された。

## 歴史
- 2023年12月28日：7号線の駅として開業。
- 2025年12月頃：S2号線が開業して乗換駅となる予定。

## 隣の駅
南京地下鉄
■7号線
螺塘路駅 - 西善橋駅
■S2号線(未開業)
西善橋駅 - 雨花経済開発区駅